# Meine Freundin Sybille
Meine Freundin Sybille ist eine vom DEFA-Studio für Spielfilme, Gruppe „Berlin“, produzierte Komödie nach Motiven der gleichnamigen Erzählung von Rudi Strahl. Der Film feierte am 24. Juni 1967 auf der Freilichtbühne Berlin-Grünau seine Premiere. Eine Fortsetzung erfolgte 1969 mit dem Silvester-Fernsehschwank Tolle Tage, in der das Komikerpaar Herricht & Preil erneut als Stellvertreter Hurtig und dessen Chef, Reiseleiter Obermüller, auftreten.

## Handlung
Der Film handelt von einer Reisegruppe aus der DDR auf einer Schwarzmeer-Kreuzfahrt und dreht sich einerseits um die komische Figur des Hurtig, andererseits um die unkonventionelle Liebesgeschichte der Jugendlichen Ronny und Sybille. Die Reisegruppe besteht überwiegend aus „Privilegierten“ (Doktoren, Professoren usw. mit Familie). Hurtig (Hauptrolle, gespielt von Rolf Herricht) springt für einen Freund kurzfristig als Ersatzreiseleiter ein, womit er schon auf dem Flug von Berlin-Schönefeld nach Odessa sichtlich überfordert ist. Später auf dem Kreuzfahrtschiff „Iwan Franko“ holt er sich durch seine Unorganisiertheit die ständige Kritik des „Hauptreiseleiters“ wie auch einiger Teilnehmer der Reisegruppe ein. Nach einem Strandtag in Batumi, wo Hurtig versucht, beide zu verkuppeln (Ronny erwidert die Werbung der Sybille zunächst nicht, da er sich an Bord für eine schöne Blonde interessiert), verpassen Sybille und Ronny die Abfahrt des Kreuzfahrtschiffes. Auch Hurtig bleibt auf der Suche nach ihnen zurück. Unabhängig voneinander versuchen sie nun, über Land an der georgischen/russischen Küste zum nächsten Hafen nach Sotschi zu gelangen, und erleben dabei einige Abenteuer. Besonders herausgestellt wird dabei die Gastfreundschaft, Freundlichkeit und Großzügigkeit der örtlichen Bevölkerung in der Sowjetunion. Schließlich gelangen nach ein paar Tagen alle wieder wohlbehalten an Bord des Schiffes und letztlich auf dem Luftweg zurück nach Berlin-Schönefeld, wo Ronny und Sybille beschließen, sich wiederzusehen, und Reiseleiter Hurtig erstaunt feststellt, dass sein „neuer Freund“, ein Hund, der ihm seit einer Fahrt auf der Eisenbahnstrecke zwischen Batumi und Sotschi gefolgt war, schon im Taxi sitzt.

## Hintergrund
Das im Film gezeigte Kreuzfahrtschiff „Iwan Franko“ war eines von einer Serie von fünf Kreuzfahrtschiffen, die für die Sowjetunion als Reparation in den 1960er Jahren von der Mathias-Thesen-Werft in Wismar hergestellt wurden. Eines davon, die jetzige Marco Polo (ex. Alexandr Pushkin), ist weiterhin in Betrieb. Neben Hauptdarsteller Rolf Herricht ist auch sein langjähriger Sketchpartner Hans-Joachim Preil in einer Nebenrolle zu sehen. Es war nach Hände hoch oder ich schieße im Jahr zuvor die zweite von drei Zusammenarbeiten der beiden in Kinofilmen.
Die von Wolfram Heicking komponierten Lieder, die die Figur des Ronny im Film singt (Manchmal, wenn ich froh bin – Text: Rudi Strahl und Willst du dein Herz mir schenken) sind Aufnahmen mit dem Schlagersänger Frank Schöbel, der im Vorspann keine Erwähnung fand.

## Kritik
„Ost-Mär für verhinderte Globetrotter“